# ヨンチャン
ヨンチャンは、日本テレビ放送網（NNN）系列の放送局秋田放送（ABS）のマスコットキャラクターである。

## 概要
ABSの地上デジタル放送開始を記念して、2003年12月1日生まれ。名前はABSのデジタル放送のリモコンキーIDの4Chから命名。
地デジに完全移行した2011年7月24日にこれまでの活躍が認められ『ABS秋田放送広報課長』に就任。

## プロフィール
- 出身：デジタル星出身 秋田育ち
- 生年月日：2003年12月1日
- 星座：いて座
- 身長：身長はテレビ画面のサイズによって伸縮自在。
- 性別：男の子
- 特徴：頭には楽しいことがいっぱい詰まっているので、プルンと大きく膨らんでいる。
- 好きな食べ物：きりたんぽとプリン